# Paul Joüon
Paul Joüon, né à Nantes le 6 février 1871 et mort dans cette même ville le 18 février 1940, est un prêtre jésuite français, hébraïsant, spécialiste des langues sémitiques et membre de l'Institut biblique pontifical. Auteur de commentaires philologiques sur le Livre de Ruth, il a écrit une Grammaire de l'hébreu biblique honorée par le prix Volney de l'Académie des inscriptions et belles-lettres, grammaire qui fait référence jusqu'à ce jour. Publiée pour la première fois en 1923, la grammaire de Joüon est régulièrement rééditée depuis cette date et traduite en anglais.

## Biographie
Paul Joüon est le fils d'Eugène Joüon, notaire et avocat à Nantes, et de Marguerite Billeheust de Saint-Georges. Il est le frère du jésuite René Joüon.
Il fut l'élève du rabbin Mayer Lambert, lui-même auteur d'une grammaire hébraïque.
Il meurt à Nantes, où il résidait au no 9 de la rue Dugommier, et est enterré le 20 février 1940 au cimetière Miséricorde (allée q, rang 1).

## Publications
- Le Cantique des Cantiques, Commentaire philologique et exégétique, Éditeur G.Beauchesne, 1909, Paris.
- Grammaire de l'hébreu biblique, 624 pages, Éditrice Pontificio Istituto Biblico, (première édition 1923, deuxième édition corrigée 1965, réimpressions en 1987, 1996, et 2007), Rome  (ISBN 8876534989)
- Ruth. Commentaire philologique et exégétique, Institut Biblique Pontifical, 1924, Rome.
- Libri Ruth textum hebraicum ad usum scholarum edidit Pontificium Institutum Biblicum, 1921, Rome.
- Paul Joüon, « Notes de lexicographie hébraïque », Mélanges de l'Université Saint-Joseph, vol. 10, no 1,‎ 1925, p. 1–47 (DOI 10.3406/mefao.1925.977, lire en ligne, consulté le 16 juin 2023)

- L'Évangile de Notre-Seigneur Jésus-Christ, traduction et commentaire du texte grec tenant compte du substrat sémitique, Éditeur G. Beauchesne, 1930, Paris.